# Hrabstwo Toombs

Piramida wieku hrabstwa

Hrabstwo Toombs (ang. Toombs County) – hrabstwo w stanie Georgia w Stanach Zjednoczonych. Jego siedzibą administracyjną jest Lyons, a największym miastem Vidalia.
Hrabstwo zostało założone w 1905 roku. Nazwa hrabstwa pochodzi od nazwiska Roberta Toombsa (1810–1885), generała, Senatora Stanów Zjednoczonych, Sekretarza Stanu Skonfederowanych Stanów Ameryki.

## Geografia
Według spisu z 2010 obszar całkowity hrabstwa obejmuje powierzchnię 368,64 mil2 (955 km²), z czego 366,65 mil2 (950 km²) stanowią lądy, a 1,99 mil2 (5 km²) stanowią wody. 

### Miejscowości
- Lyons
- Santa Claus
- Vidalia

### Sąsiednie hrabstwa
- Hrabstwo Emanuel, Georgia (północ)
- Hrabstwo Tattnall, Georgia (wschód)
- Hrabstwo Appling, Georgia (południe)
- Hrabstwo Jeff Davis, Georgia (południowy zachód)
- Hrabstwo Montgomery, Georgia (zachód)

## Demografia
Według spisu z 2020 roku liczy 27 tys. mieszkańców, co oznacza spadek o 0,7% w porównaniu z poprzednim spisem z roku 2010. Według danych pięcioletnich z 2021 roku 69,7% to biali (59,1% nie licząc Latynosów), 26,7% czarnoskórzy lub Afroamerykanie, 1,7% miało rasę mieszaną, 0,9% Azjaci, 0,8% to rdzenna ludność Ameryki i 0,2% pochodziło z wysp Pacyfiku. Latynosi stanowili 12,3% populacji hrabstwa.

## Religia
W 2020 roku większość mieszkańców to ewangelikalni i afroamerykańscy protestanci (głównie: baptyści – 29 zborów, metodyści – 17 zborów i zielonoświątkowcy – 14 zborów). Inne religie, to: świadkowie Jehowy (1,7%), katolicy (1,5%) i mormoni (1,4%).

## Polityka
Hrabstwo jest silnie republikańskie, gdzie w wyborach prezydenckich w 2020 roku, 72,1% głosów otrzymał Donald Trump i 26,9% przypadło dla Joe Bidena. 